# Вршка чука
Вршка чука је најсевернији део Старе планине 12 km источно од Зајечара. Простире се у правцу северозапад—југоисток. Према југоистоку висина се постепено повећава од 382—672 m. Преко највишег врха прелази српско—бугарска граница.
Северно од Вршке чуке је гранични прелаз Вршка Чука на путу Зајечар—Кула. На падинама Вршке чуке, обраслим вегетацијом, налазе се изворишта Бујковог и Прлитског потока, Тополовеца и Добровог дола.
У грађи Вршке чуке учествују спрудни кречњаци и пешчари средње и горње јурске старости. На више места јављају се богата налазишта фосила, а на већим дубинама и наслаге каменог угља.